# 桜井志郎
桜井 志郎（櫻井、さくらい しろう、1907年（明治40年）4月9日 - 1976年（昭和51年）3月9日）は、昭和期の農林技官、政治家。参議院議員（2期）。旧姓は南日。

## 経歴
富山県上新川郡山室村（現富山市）で南日恒太郎の四男として生まれる。富山中学校（現富山県立富山高等学校）、第四高等学校を経て、1931年（昭和6年）東京帝国大学農学部農学科を卒業した。
1931年、東礪波郡油田村三郎丸（砺波町を経て現砺波市）の大地主、12代・桜井宗一郎の養子となり、農林省に入省した。三重県耕地課長、和歌山県農地部長、農林省土地改良課長、同設計課長、同建設部長などを歴任。この間、東京大学講師、日本農業土木学会副会長、国際かんがい排水委員会日本代表なども務めた。退官後、愛知用水公団理事、初代富山県土地改良事業団体連合会長、富山県山林協会長、同治水砂防協会支部長、同農林統計協会長、日本農業土木コンサルタンツ理事長などを務めた。
1959年（昭和34年）2月の第5回参議院議員通常選挙で富山県地方区から自由民主党公認で出馬して初当選し、1965年（昭和40年）7月の第7回通常選挙でも再選され、参議院議員に連続2期在任した。この間、参議院農林水産委員長、同物価等対策特別委員長、北陸地方開発審議会委員などを務めた。北陸自動車道、東海北陸自動車道の建設や、富山県の土地改良業などの推進に尽力した。
1976年（昭和51年）3月9日死去、68歳。死没日をもって勲二等旭日重光章追贈、正六位から正四位に叙される。

## 著作
- 『土・水・人 : 一技術者のアメリカ視察記』全国農業土木技術連盟、1951年。